# Симистор

Обозначение на схемах

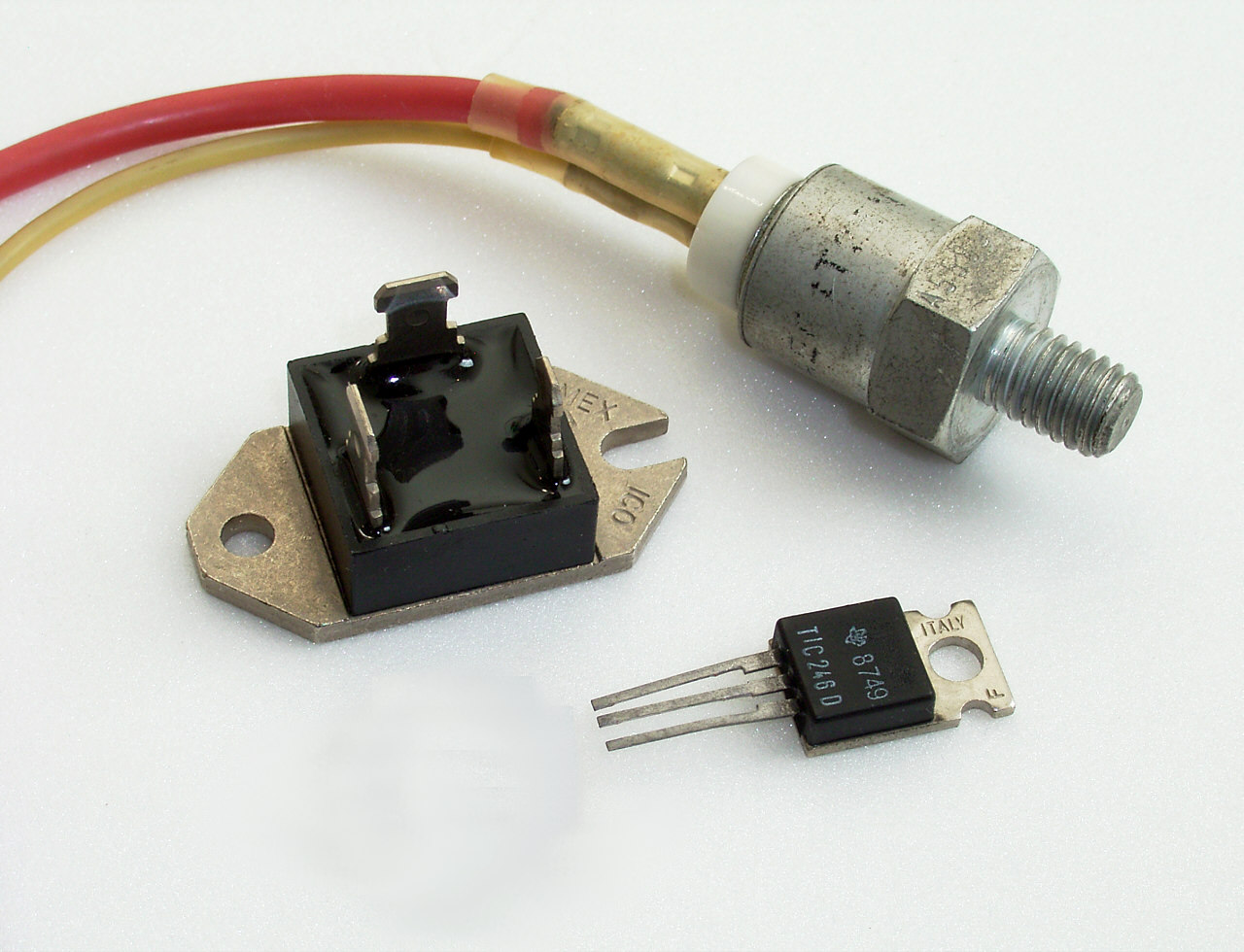
Фото современных симисторов

Сими́стор (симметричный триодный тиристор) или триак (от англ. TRIAC — triode for alternating current) — полупроводниковый прибор, являющийся разновидностью тиристоров и используемый для коммутации в цепях переменного тока. В электронике часто рассматривается как управляемый выключатель (ключ). В отличие от тиристора, имеющего катод и анод, соответствующие полярности, при котором возможно протекание прямого тока, в симисторе основные (силовые) выводы называть катодом или анодом некорректно, так как в силу структуры симистора они являются тем и другим одновременно. Однако, по способу включения относительно управляющего электрода основные выводы симистора различаются, причём имеет место их аналогия с катодом и анодом тиристора. На приведённом рисунке верхний по схеме вывод симистора называется выводом 1 или условным катодом (в зарубежной литературе A1 или MT1), нижний — выводом 2 или условным анодом (в зарубежной литературе A2 или MT2), вывод справа — управляющим электродом (в зарубежной литературе gate).
Симистор используется для управления нагрузкой, работающей на переменном токе.
Для управления нагрузкой основные электроды симистора включаются в цепь последовательно с нагрузкой. В закрытом состоянии проводимость симистора отсутствует, нагрузка выключена. Для отпирания симистора следует подать потенциал на управляющий электрод относительно вывода 1. В результате симистор отпирается, между основными электродами симистора возникает проводимость, нагрузка оказывается включённой. После отпирания симистор, как и однополярный незапираемый тиристор, остаётся во включённом состоянии до того момента, пока ток нагрузки не станет ниже тока удержания, даже если прекратить подачу тока на управляющий электрод. В связи с тем, что симисторы используются для коммутации в цепях переменного тока, величина тока каждый период снижается до нуля, в эти моменты автоматически происходит отключение нагрузки и применять отдельные цепи для запирания симметричного тиристора не требуется.
В отличие от однополярных тиристоров, не существует запираемых симисторов.

## Структура
Симистор имеет пятислойную структуру полупроводника. Упрощённо симистор можно представить в виде эквивалентной схемы из двух триодных тиристоров (тринисторов), включённых встречно-параллельно. Следует, однако, заметить, что управление симистором отличается от управления двумя встречно-параллельными тринисторами.

## Управление

Квадранты управления симистором. По горизонтали показано напряжение на управляющем электроде (G), по вертикали — на силовом выводе 2 (MT2)

Для отпирания симистора на его управляющий электрод подаётся напряжение относительно вывода 1 (условного катода). 
Полярность напряжения на управляющем электроде при этом может быть различной; различные комбинации полярностей напряжения на выводе 2 и управляющем электроде называют квадрантами.  I квадранту соответствует положительная полярность на выводе 2 и управляющем электроде, II квадранту — положительная полярность на выводе 2 и отрицательная на управляющем электроде, III квадранту — отрицательная полярность на выводе 2 и управляющем электроде и IV квадранту — отрицательная полярность на выводе 2 и положительная на управляющем электроде.
Все модели симисторов могут работать в квадрантах I, II и III, в то время, как IV квадрант допускается использовать только для некоторых разновидностей — т.н. четырёхквадрантных (4Q) симисторов. Однако и в этом случае характеристики такого симистора при использовании IV квадранта хуже: ниже предельная величина скорости нарастания тока dI/dt, время отпирания больше, требуется более высокий ток управляющего электрода.
В связи с этим, рекомендуется проектировать устройства так, чтобы не использовать IV квадрант. Для этого полярность напряжения на управляющем электроде должна совпадать с полярностью на выводе 2 или быть всегда отрицательной, при этом симистор будет работать в квадрантах I и III или II и III.
На практике распространён такой способ управления симистором: напряжения на управляющий электрод подаётся с вывода 2 через токоограничительный резистор и выключатель, в качестве которого может быть использован маломощный симисторный оптрон, управляемый контроллером или другим устройством. Управлять симистором часто удобно, задавая определённую силу тока управляющего электрода, достаточную для отпирания.

## Ограничения
При использовании симистора накладываются ограничения, в частности при индуктивной нагрузке. Ограничения касаются скорости изменения напряжения (dU/dt) между основными электродами симистора и скорости изменения рабочего тока di/dt. Превышение скорости изменения напряжения на симисторе (из-за наличия его внутренней ёмкости), а также величины этого напряжения, могут приводить к нежелательному открыванию симистора. Превышение скорости нарастания тока между основными электродами, а также величины этого тока, может привести к повреждению симистора. Существуют и другие параметры, на которые накладываются ограничения в соответствии с предельно допустимыми режимами эксплуатации. К таким параметрам относятся ток и напряжение управляющего электрода, температура корпуса, рассеиваемая прибором мощность и пр.
Опасность превышения по скорости нарастания тока заключается в следующем: благодаря глубокой положительной обратной связи переход симистора в открытое состояние происходит лавинообразно, но, несмотря на это, процесс отпирания может длиться до нескольких микросекунд, в течение которых к симистору оказываются приложены одновременно большие значения тока и напряжения. Поэтому, даже несмотря на то, что падение напряжения на полностью открытом симисторе невелико, мгновенная мощность во время открывания симистора может достигнуть большой величины. Это сопровождается выделением тепловой энергии, которая не успевает рассеяться и может привести к перегреву и повреждению кристалла.
Одним из способов защиты симистора от выбросов напряжения при работе с индуктивной нагрузкой является включение варистора параллельно основным выводам симистора. Для защиты симистора от превышения скорости изменения напряжения применяют так называемую снабберную цепочку (RC-цепь), подключаемую аналогично.
Устойчивость симистора к разрушению при превышении допустимой скорости нарастания тока (dI/dt) зависит от внутреннего сопротивления и индуктивности источника питания и нагрузки.
При работе на ёмкостную нагрузку необходимо внести в цепь соответствующую индуктивность.

## Применение

Типовое применение симистора для регулировки яркости свечения лампы накаливания (диммера) с помощью управления фазой угла открытия

Существует два основных направления использования симисторов: для включения/выключения коммутации нагрузки в цепях переменного тока и для регулирования мощности, передаваемой в нагрузку путём изменения напряжения. Преимущество использования симистора как выключателя — это высокий коммутационный ресурс (отсутствие износа) и высокая скорость коммутации по сравнению с электромагнитным реле, а также возможность коммутации переменного тока одним прибором, что отличает симистор от всех видов транзисторов.
Для изменения напряжения на нагрузке используется фазовое регулирование (изменение фазового угла открытия) в составе тиристорного регулятора. Такие регуляторы широко используются для управления скоростью вращения коллекторных двигателей переменного тока, например, в бытовой технике, в электроинструментах; для регулирования мощности нагревательных приборов; а также в регуляторах яркости свечения источников света — диммерах.

## История
К 1963 году конструкции симисторов уже были известны. Мордовский научно-исследовательский электротехнический институт подал заявку на авторское свидетельство на симметричный тиристор 22 июня 1963 года, то есть раньше, чем подана заявка на патент от американской корпорации «Дженерал электрик».